# Бяла елша
Бялата елша, наричана още сива елша (Alnus incana), е дървесен вид от семейство Брезови.
Бялата елша достига до височина 20 m, а възрастта ѝ много рядко надхвърля 100 години. Кората е сива и гладка дори при по-старите дървета.
Подвидове
- A. i. incana – Северна Европа (високи места в Централна и Южна Европа) и Северозападна Азия
- A. i. hirsuta – Североизточна и Централна Азия
- A. i. kolaensis – Североизточна Европа
- A. i. oblongifolia – Югозападните части на Северна Америка
- A. i. rugosa – Североизточните части на Северна Америка
- A. i. tenuifolia – Западните части на Северна Америка